# Alexander Rubowitz

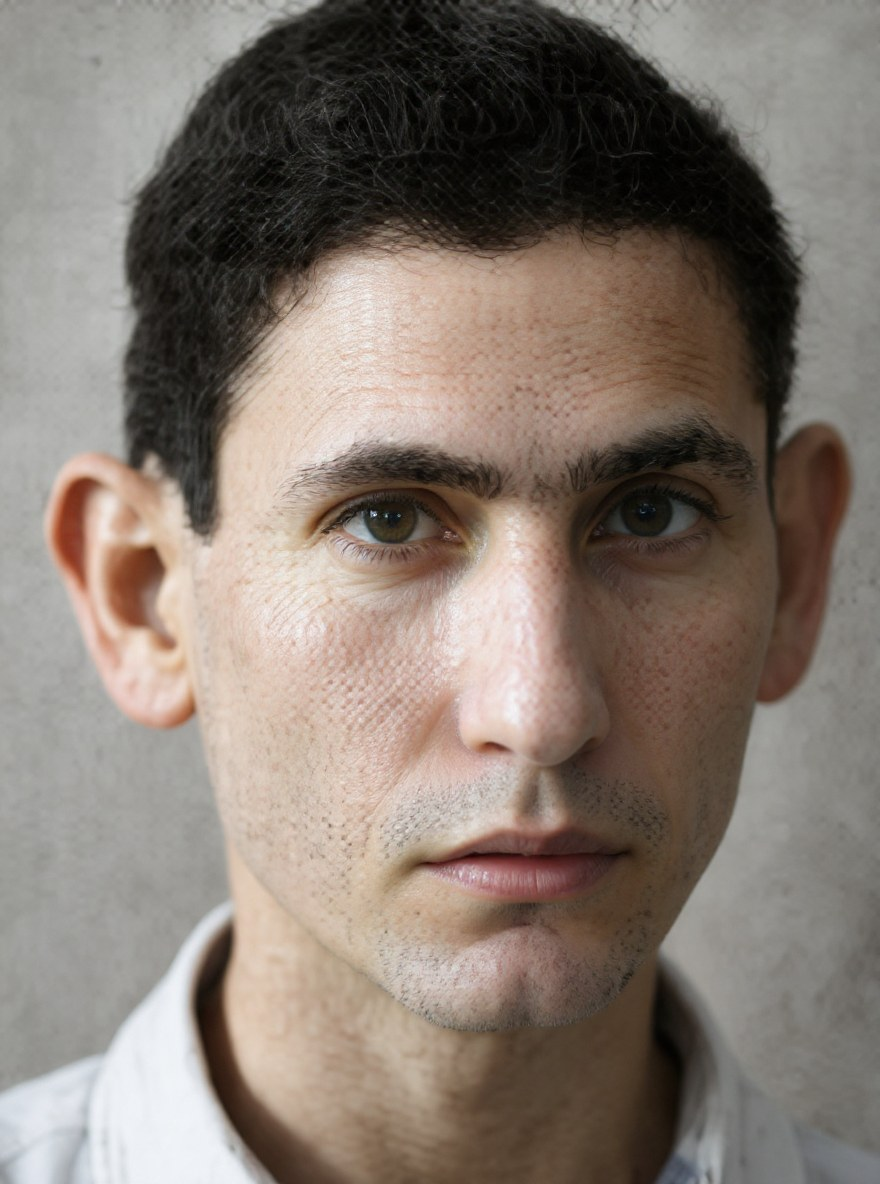
Alexander Rubowitz, 1947

Alexander Rubowitz (hebräisch אָלֶכְּסַנְדֶּר רוּבּוֹבִיץ Aleksander Rūbōvīz; * 17. Oktober 1929 in Jerusalem; † wahrscheinlich 6. Mai 1947 ebenda) war ein Mitglied der jüdischen Untergrundorganisation Lechi, der im Mai 1947 unter bis heute ungeklärten Umständen in Jerusalem verschwand. Angehörige einer britischen Sondereinheit standen unter Verdacht, ihn getötet zu haben. Der Fall ist bis heute ungeklärt.

## Hintergrund
Alexander Rubowitz entstammte einer Familie von orthodoxen Juden. Sein Großvater, ein Rabbiner aus Osteuropa, war in den 1850er Jahren nach Palästina ausgewandert. Der Vater, Yedidya Rubowitz, war Apotheker am Rothschild Hospital in Jerusalem und eröffnete die erste Apotheke in Palästina.
Seit etwa 1945 gehörte Alexander Rubowitz zur Brit Chaschmona'im, dem religiösen Zweig der Untergrundgruppe Lechi, die die Briten nach ihrem Begründer Avraham Stern als Stern Gang bezeichnete. Lechi waren für zahlreiche Attentate, Entführungen und Sabotageakte verantwortlich, die sich gegen die britische Mandatsregierung richteten. Die Gruppe schickte häufig Jugendliche los, um Flugblätter oder Plakate zu verteilen, da sie entbehrlicher waren als erfahrene Kämpfer und milder bestraft wurden, wenn sie erwischt wurden. Lechi war auf diese Form der Propaganda angewiesen, da ihre Radiostation 1946 durch die Palestine Police geschlossen worden war und sie über keine Zeitung verfügten. Alle paar Tage wurden in Tel Aviv neue Plakate, Ha-Maʿas (Die Tat) genannt, und das Flugblatt He-Chasit (Die Front) produziert und per Taxi nach Jerusalem transportiert, wo sie von Jugendlichen verteilt wurden.
Obwohl die Familie Rubowitz mit dem militanten jüdischen Nationalismus sympathisierte, wusste sie offensichtlich wenig von den Umtrieben des Sohnes. Die Familie erfuhr erst von dessen Engagement, als Alexanders älterer Bruder Yaʿacov zum Rektor der Städtischen Religiösen Oberschule Maʿaleh in Jerusalem einbestellt wurde. Der Rektor beschwerte sich über Alexanders Aktivitäten und besonders darüber, dass er versuchte, Schulkameraden für illegale Untergrundaktivitäten anzuwerben, die von den offiziellen jüdischen Behörden abgelehnt wurden. Alexander Rubowitz gestand ein, dass diese Vorwürfe zuträfen, weigerte sich aber, seine Aktivitäten aufzugeben, da er einen Eid geleistet habe, und wurde von der Schule gewiesen. Auch eine weitere Schule musste er aus demselben Grunde verlassen. Yaʿacov Rubowitz bat den Anführer der Brit Chaschmona'im, Jaʿel Ben-Dov, seinen jüngeren Bruder von seinem Schwur zu entbinden, doch Alexanders Mutter, Miriam Rubowitz, lehnte jegliche Einmischung in die Angelegenheiten ihres Sohnes ab.
Alexander Rubowitz fand eine Anstellung bei der jüdischen Tageszeitung Ha'Aretz, die jedoch die Jewish Agency unterstützte, und als dort seine Aktivitäten bekannt wurden, wurde er entlassen. Fortan traf er sich täglich mit anderen Jungen aus seiner Gruppe, die eine regelrechte kleine „Zelle“ bildeten, und war als Anführer dieser Gruppe mit dem Kampfnamen Chaim nur noch für Lechi aktiv. Einer seiner Freunde, Ezra Yakim, berichtete später, Rubowitz habe sich danach gesehnt, eine Waffe zu tragen und sich gewünscht, für sein Engagement zu sterben.

## Das Verschwinden
Am Abend des 6. Mai 1947 beobachteten zwei 13-jährige Jungen, wie Alexander Rubowitz von zwei Männern im Jerusalemer Stadtteil Rechaviah in ein Auto gezerrt wurde. Ein weiterer Junge sprach einen der Männer an, der britisches Englisch sprach, ihm eine Polizeimarke zeigte und ihn mit einer Pistole verjagte. Aus dem Inneren des Wagens rief jemand auf Hebräisch: Ich gehöre zur Familie Rubowitz. Dann sah der Junge, wie jemand auf dem Rücksitz des Wagens auf den Kopf geschlagen wurde. Eine solche Szene war damals auf den Straßen von Jerusalem nicht ungewöhnlich, denn besonders die jüdischen Untergrundkämpfer entführten regelmäßig britische Zivilisten, Polizisten und Soldaten, um sie gegen gefangen genommene jüdische Kämpfer auszutauschen. Andererseits wurden von den Briten allein im Mai 1947 drei weitere 14-jährige Jungen festgenommen.
Die britische Palestine Police vermutete, dass die Geheimdiensteinheit von Roy Farran, ein hochdekorierter britischer Soldat des Zweiten Weltkriegs, Alexander Rubowitz verschleppt habe. Der Verdacht, dass Farran in das Verschwinden von Rubowitz verwickelt war, kam auf, weil ein grauer Schlapphut mit dessen eingenähten Initialen nahe der Stelle gefunden worden war, wo Zeugen ihn zuletzt gesehen hatten. Laut einer späteren Zeugenaussage wurde Rubowitz an einen entlegenen Ort gebracht, gefoltert, um ihm Informationen zu entlocken, und schließlich von Farran mit einem Stein erschlagen.
Farran wurde des Mordes an Rubowitz angeklagt und in Jerusalem vor ein Kriegsgericht gestellt. Farrans Vorgesetzter Bernard Fergusson, dem Farran angeblich den Mord gestanden hatte, verweigerte die Aussage, da er sich hätte selbst belasten können. Dem Ankläger gelang es nicht nachzuweisen, dass Rubowitz tot war und der gefundene Hut Farran gehörte, und so wurde die Anklage mangels Beweisen fallen gelassen. Spätere Versuche der Familie Rubowitz, den Fall neu aufzurollen, blieben erfolglos, und der Leichnam des Jungen wurde niemals gefunden.

## Nachwirkungen
2009 wurde bekannt, dass ein ungenannter Israeli, der in den USA lebt, einen Detektiv aus New York beauftragt hatte, das Verschwinden von Alexander Rubowitz aufzuklären und seinen Leichnam zu finden, damit er beerdigt werden könne. Dazu wollte der Detektiv, der auf die Suche nach vermissten Personen spezialisiert ist, überlebende Angehörige von The Palestine Police befragen. Die Ermittlungsunterlagen zu dem Fall, die angeblich auch ein schriftliches Geständnis von Farran beinhalteten, waren nach seinen Erkenntnissen im Oktober 1947 in Palästina verbrannt worden, aber es gibt noch Kopien in britischen Archiven. Der Detektiv vermutet den Körper von Rubowitz im Wadi Qelt, einem Wüstental 27 Kilometer östlich von Jerusalem gelegen.
Ein 87-jähriger ehemaliger Angehöriger von The Palestine Police und heutiger Präsident der Palestine Police Old Comrades' Association, die den Einsatz von Farrans Einheit schon 1947 kritisiert hatte, kommentierte den Fall Rubowitz: „I was vehemently against the squads, the incident never should have happened.“ (dt. Ich war entschieden gegen diese Truppen, dieser Vorfall hätte sich niemals ereignen dürfen.)
Der englische Historiker David Cesarani veröffentlichte 2009 ein Buch über den Fall Rubowitz. Gemäß seinen Recherchen waren die Unterlagen in Palästina zerstört worden, da Farrans Anwalt damit gedroht haben soll, die Machenschaften der Spezialeinheiten, darunter Folter, öffentlich zu machen.
In Jerusalem wurde eine Straße nach Alexander Rubowitz benannt.